# 1566 w literaturze
Wydarzenia literackie w 1566 roku.

## Nowe książki
- polskie
  - Łukasz Górnicki – Dworzanin polski
  - Stanisław Grzepski – Geometria, To jest Miernicka Nauka, po Polsku krótko napisana z Greckich i z Łacińskich ksiąg
  - Stanisław Orzechowski – Policyja Królestwa Polskiego na kształt Arystotelesowych Polityk

## Zmarli
- Louise Labé, poetka francuska